# Trichocentrum caloceras
Trichocentrum caloceras är en orkidéart som beskrevs av Endres och Heinrich Gustav Reichenbach. Trichocentrum caloceras ingår i släktet Trichocentrum och familjen orkidéer. Inga underarter finns listade i Catalogue of Life.